# Дневной Дозор (роман)
«Дневно́й Дозо́р» — роман российского писателя-фантаста Сергея Лукьяненко в соавторстве с Владимиром Васильевым, второй из серии произведений, рассказывающих о вымышленном мире Иных. Роман был написан с июня по октябрь 1999 года и впервые опубликован издательством «АСТ» в 2000 году. Состоит из трёх частей — «Посторонним вход разрешён» Сергея Лукьяненко, «Чужой для иных» Владимира Васильева и совместной повести «Иная Сила». Вместе с романами «Ночной Дозор», «Сумеречный Дозор», «Последний Дозор», «Новый Дозор», «Шестой Дозор», а также несколькими рассказами Лукьяненко и рядом произведений других авторов входит в цикл «Дозоры».
Действие романа происходит в современных на момент написания Москве, Крыму, Праге. Помимо привычного мира людей, существует мир Иных, к которым относятся маги, волшебники, оборотни, вампиры, ведьмы, ведьмаки и прочие произошедшие от людей, но не относящие себя к ним существа. Иные делятся на Светлых и Тёмных. Добро больше не вступает в активное противоборство со Злом, а находится с ним в динамическом равновесии. Для соблюдения баланса Света и Тьмы любое доброе магическое воздействие должно уравновешиваться злым. За соблюдением этого порядка следят специально созданные организации Иных — Дозоры. Интересы Светлых представляет Ночной Дозор, интересы Тёмных — Дневной Дозор.
В первой части романа в результате стычки Дозоров ведьма Алиса Донникова из Дневного Дозора и светлый маг Игорь из Ночного временно теряют большую часть своей силы и отправляются восстанавливать её в пионерский лагерь «Артек», не зная друг о друге. Не в состоянии распознать Иного, Алиса влюбляется в Игоря, что приводит к поединку и её гибели. Во второй части на пути Ночного Дозора возникает «Зеркало» — Виталий Рогоза — порождение Сумрака, призванное восстановить баланс сил. Одновременно секта Тёмных планирует возродить могущественного древнего мага. В третьей части рассказывается о судебном процессе Инквизиции — организации, призванной контролировать Дозоры. Выясняется, что события первых двух частей были не случайны, а спланированы или использованы руководителями Дозоров Москвы.
В 2000 году на Харьковском международном фестивале фантастики «Звёздный Мост» роман занял первое место в номинации «Лучший цикл, сериал и роман с продолжением»; в 2001 году был удостоен премии «Золотой РОСКОН» на конференции писателей, работающих в жанре фантастики, «РосКон».

## Вселенная романа
Мы — Иные,

Мы служим разным силам,

Но в сумраке нет разницы между отсутствием тьмы и отсутствием света.

Наша борьба способна уничтожить мир.

Мы заключаем Великий Договор о перемирии.

Каждая сторона будет жить по своим законам,

Каждая сторона будет иметь свои права.

Мы ограничиваем свои права и свои законы.

Мы — Иные.

Мы создаём Ночной Дозор,

Чтобы силы Света следили за силами Тьмы.

Мы — Иные.

Мы создаём Дневной Дозор,

Чтобы силы Тьмы следили за силами Света.

Время решит за нас.
Создание мира Дозоров начиналось, как и создание многих других миров в произведениях писателя, с главного героя, его ситуации и сюжета романа. После чего в ходе работы над придуманной ситуацией на второй-третьей странице постепенно возникла концепция нового мира, где магия существует в реальном мире, но непосвящённым она недоступна.

### Сумрак и Иные
Помимо нашей реальности, существует Сумрак — параллельный мир, доступный только Иным. Чтобы попасть в Сумрак, нужно найти свою тень, поднять и шагнуть в неё. Сумрак предоставляет Иным явное преимущество практически безнаказанно делать что угодно из-за своей недоступности для людей. Кроме того, в Сумраке время течёт медленнее, из-за чего Иные могут быстрее двигаться и обладать нечеловеческой реакцией. Стычки между ними, как правило, происходят именно в Сумраке. Считается, что Сумрак является «эмоциональной проекцией реального мира». Эмоциональная энергия всего мыслящего на Земле накапливается в Сумраке и даёт Иным магические силы. Одновременно Сумрак поглощает силы вошедшего и может быть опасным для мага, если тот не рассчитал своих возможностей. Сумрак состоит из нескольких слоёв, для входа на каждый из которых нужно шагнуть в собственную тень на предыдущем уровне. Чем глубже слой, тем сложнее это сделать, поэтому лишь немногие могут свободно использовать уровни, начиная со второго. Первый слой отдалённо напоминает окружающий мир, в то время как остальные всё сильнее и сильнее отличаются от него.
Иные рождаются среди обычных людей, но отличаются от них способностью входить в Сумрак. С развитием магического общества и знаний о Сумраке Иные стали специально заниматься поиском потенциальных Иных, чтобы помочь тем первый раз войти в Сумрак и обучить их пользоваться своими способностями. Все Иные в зависимости от эмоционального состояния в момент первого входа в Сумрак оказываются либо на стороне Света, либо на стороне Тьмы. Сменить сторону рядовому Иному практически невозможно. Основная разница проявляется в отношении к людям. Светлые не пользуются способностями для личной выгоды. При этом разница между Светом и Тьмой «исчезающе мала», это не классические чистые Добро и Зло. Тёмные могут исцелять и помогать, а Светлые отказать в помощи. Силы Иных не равны, существует семь различных уровней: от слабого седьмого по сильный первый. В эту шкалу не попадают «волшебники вне категорий», которые сильнее всех остальных. В зависимости от уровня и опыта Иной занимает определённое место во внутренней иерархии. Светлые и Тёмные Иные питаются только определённым типом человеческих эмоций, поэтому напрямую заинтересованы в торжестве соответствующих взглядов на жизнь. Борьба Тёмных и Светлых за человечество продолжалась тысячи лет, пока не был заключён Договор. С момента его подписания противостояние Иных происходит по оговорённым правилам, за соблюдением которых следят специально созданные организации — Ночной и Дневной Дозоры.

### Дозоры и Инквизиция
Противостояние Дозоров друг другу идеологически представляет собой борьбу за «всеобщее счастье», согласно взглядам на это счастье лидеров Дозоров, и контроль за тем, чтобы противоположная сторона не преуспела в распространении идеологии или использовании свободы во вред людям. Со временем Дозоры появились во всех крупных населённых пунктах по всему миру. В России крупнейшими и сильнейшими стали московские Дозоры.

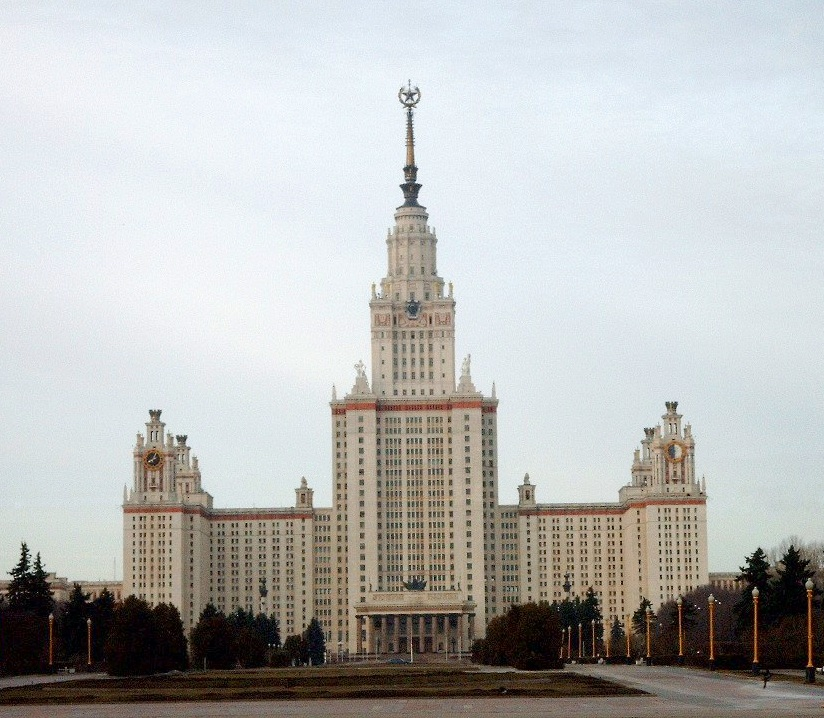
Здание МГУ

Ночной Дозор Москвы в общей сложности насчитывает около двухсот Иных, хотя его основу составляют маги высших уровней, которых всего несколько десятков. Маги, волшебницы и перевёртыши разных уровней работают в оперативном и аналитическом отделах. Также в штаб-квартире Ночного Дозора, замаскированной под обычный офис в четырёхэтажном здании на Соколе, проводятся специальные образовательные курсы для новичков. Ночной Дозор Москвы возглавляет маг вне категорий Гесер, принимавший участие ещё в заключении Великого Договора. Дневной Дозор Москвы более многочисленный, но одновременно и разобщённый, во многом сдерживаемый личным авторитетом возглавляющего его мага вне категорий Завулона. Штаб-квартира Тёмных расположена на Тверской, недалеко от Кремля, и представляет собой три этажа дома, видимых только в Сумраке. Среди сотрудников — маги, ведьмы, вампиры и оборотни.
Инквизиция представляет собой немногочисленную, но авторитетную организацию, состоящую как из Светлых, так и из Тёмных магов, следящую за соблюдением обеими сторонами Великого Договора. Инквизиторами становятся те, кто осознаёт, к чему может привести нарушение Договора. По словам одного из Инквизиторов относительно разницы между ними и Дозорами: «Вас держит всего лишь страх. За себя или за людей — не важно. А нас держит ужас. И потому мы соблюдаем Договор». Инквизиция выполняет высшую судебную функцию, может развоплотить или лишить сил виновного. Сила Инквизиции во многом заключена в особо сильных артефактах и недоступных прочим Иным знаниях. Европейское бюро Инквизиции расположено в Праге, российское — в Москве в главном здании МГУ.

## Сюжет
«Данный текст запрещён к распространению, как порочащий дело Света.
Ночной Дозор.
Данный текст запрещён к распространению, как порочащий дело Тьмы.
Дневной Дозор»

### Посторонним вход разрешён
К ворожее, неинициированной Тёмной, приходит женщина с просьбой вернуть ушедшего от неё к другой мужа. Для этого ведьма убивает неродившегося ребёнка соперницы, на чём её и ловят сотрудники Ночного Дозора. В это время группа ведьм Дневного Дозора вместе с сильным магом Эдгаром получает от Завулона задание отбить у Светлых ворожею. Прибыв на место, ведьмы образуют круг силы для подпитки Эдгара, который идёт в квартиру ворожеи и требует отдать её, обвинив Светлых в провокации. Во время магического противостояния Эдгара и Светлых ведьмы отдают ему всю имеющуюся силу, в результате чего одна из них умирает, а другая, Алиса Донникова, временно лишается сил. Однако у Тёмных есть право на жертвоприношение, высвобождающее значительную силу, что неприемлемо для Светлых, которые в итоге отдают ворожею.

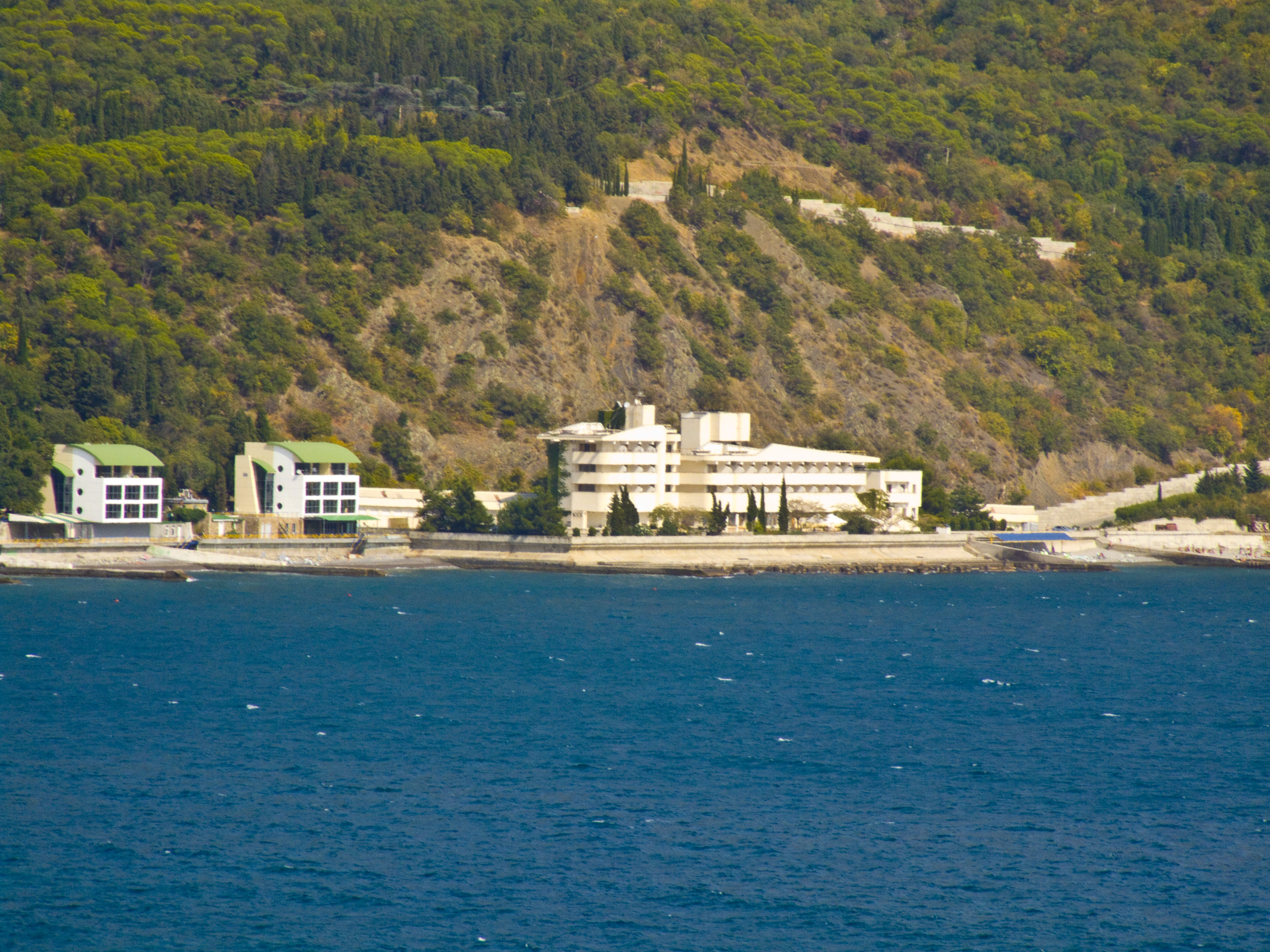
«Артек»

Восстановление сил Алисы в обычном порядке заняло бы несколько лет. Однако она — бывшая фаворитка Завулона, главы Дневного Дозора Москвы. Довольный проделанной работой Завулон сообщает ей, что простил старую ошибку с призмой силы, поэтому поможет быстро вернуть её магические способности. Для этого Алису отправляют вожатой в пионерский лагерь «Артек», где она может «питаться» детскими ночными страхами. Там она влюбляется в другого вожатого — Игоря. Когда у Алисы оказывается достаточно сил, чтобы войти в Сумрак, оказывается, что Игорь — Светлый Иной, так же, как и она, временно потерявший силу в стычке за ворожею. Игорь не смог распознать в Алисе ведьму, поэтому влюбился в неё. Однако, когда силы вернулись, ему кажется, что Алиса всё подстроила специально. Игорь вызывает её на магическую дуэль в море, где проигравшая Алиса тонет. Завулон не приходит ей на помощь, мысленно сообщая, что она должна была умереть, после чего Алиса понимает, что всё это было подстроено главой Дневного Дозора.

### Чужой для иных

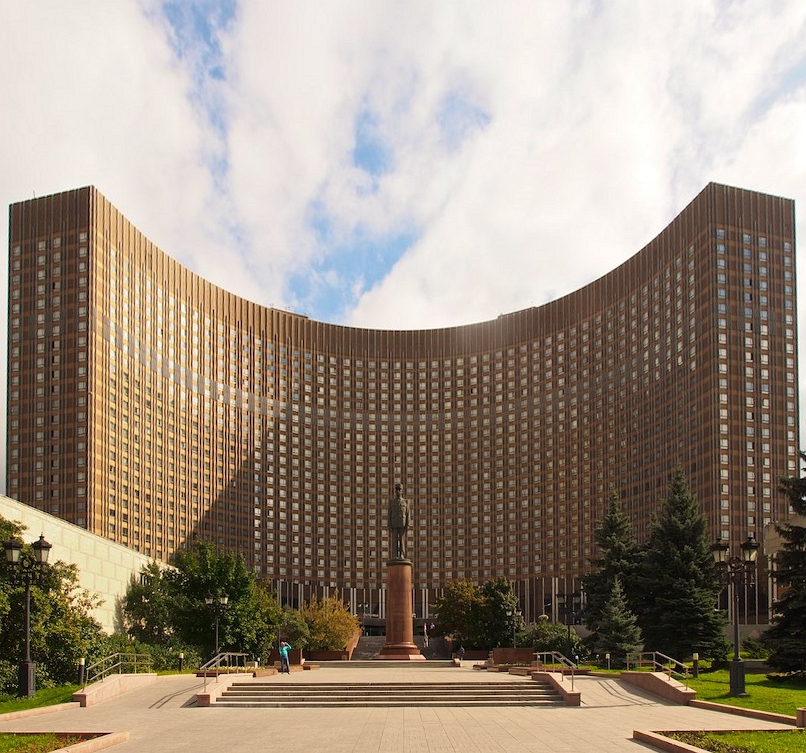
Гостиничный комплекс «Космос»

В Москву из украинского города Николаев приезжает Виталий Рогоза. Он ничего не помнит о себе до того дня, как сел в поезд. Даже имя узнаёт из паспорта. Однако в нужные моменты к нему возвращаются отрывки знаний. Уровень магических способностей Виталия растёт скачкообразно по мере необходимости. Так, при поселении в гостиницу «Космос» он понимает, что является Иным, поэтому, помимо гостиницы, должен зарегистрироваться ещё и в Ночном Дозоре. В Москве Виталий чувствует выбросы силы и поэтому постоянно оказывается на местах преступлений. Сначала вампир в подворотне убивает человека, потом оборотень в квартире убивает неинициированного Светлого. Охранное заклинание в гостиничном номере Рогозы убивает проникнувшего туда слабого Светлого. Ночному Дозору формально не в чем обвинить Виталия, хотя они в ярости из-за смерти коллеги. Приехавшие сотрудники Дневного Дозора забирают Рогозу в гостиницу при своём офисе.
По поведению Светлых в гостинице Тёмный маг Эдгар, оставленный Завулоном за главного на время своего отсутствия, понимает, что что-то случилось. Аналитики выясняют, что представители Тёмной секты «Братья Регина» украли у Инквизиции коготь Фафнира — мощный артефакт, способный вернуть древнего мага Фафнира. В это время Светлые выманивают Виталия и открыто атакуют, но тот скачком поднимается в уровнях до первого и отбивается, убив Тигрёнка — перевёртыша-Светлую. Коготь должен прибыть на самолёте, поэтому оба Дозора перемещаются в аэропорт. В ходе стычки коготь оказывается у Виталия, который сначала сбегает с ним, но впоследствии отдаёт его обратно Инквизиции. Инквизиция оповещает всех о проведении трибунала по последним нарушениям Договора, и Завулон тайно просит Городецкого не ходить туда. В итоге Рогоза и Городецкий опаздывают на трибунал, но первым приходит Виталий. Светлана думает, что тот убил Антона, поэтому атакует его изо всех сил. В результате она временно лишается способностей, восстановление которых займёт годы. Гесер понимает, что Виталий — Зеркало, порождение Сумрака, возникающее для восстановления баланса между Тёмными и Светлыми. Теперь, когда Светлана осталась без сил, баланс восстановлен, и Зеркало должно уйти.

### Иная сила

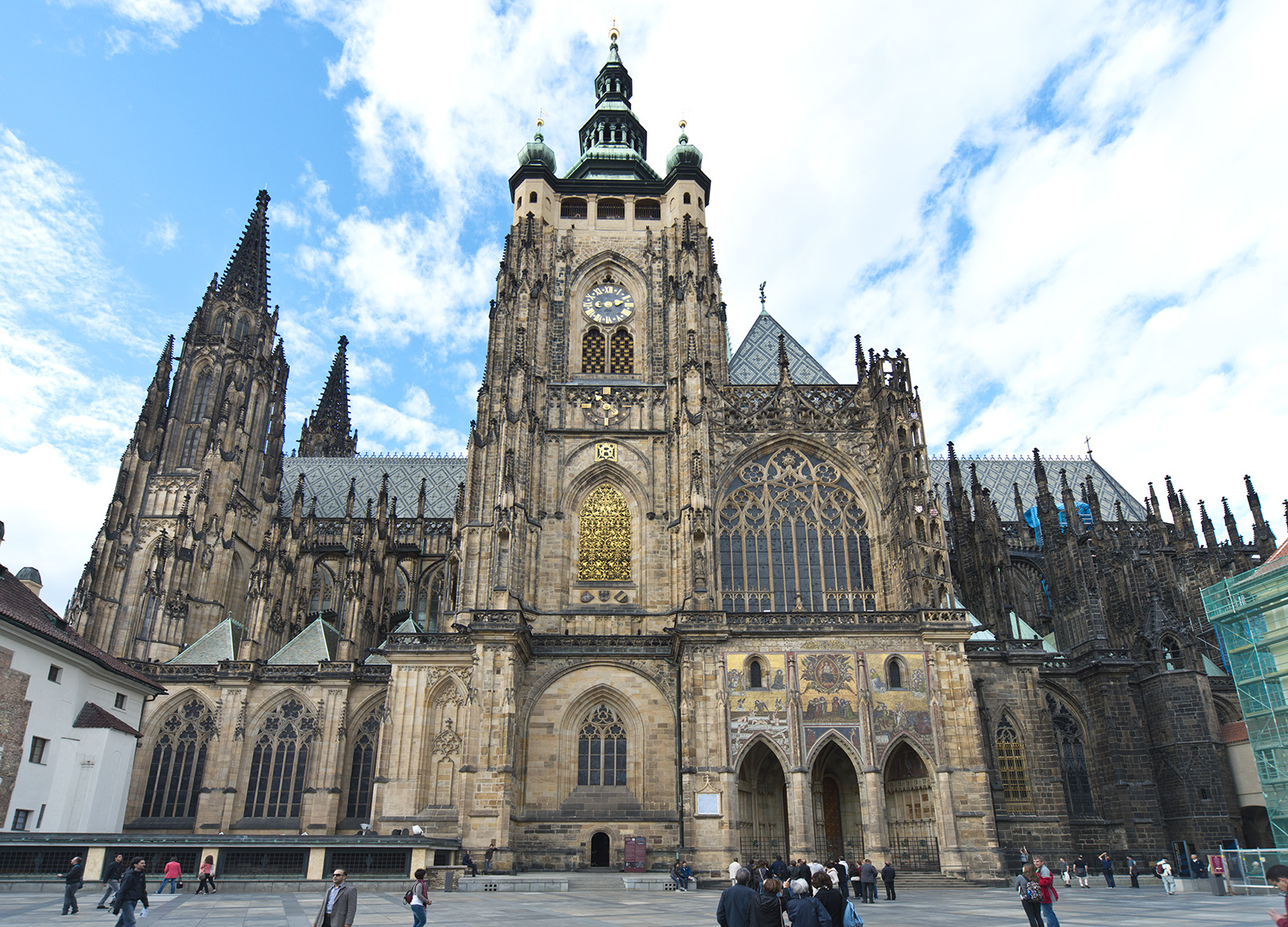
Собор Святого Вита в Праге

Инквизиция собирается в Праге, куда переехало её Европейское бюро после атаки Тёмной секты «Братья Регина» на Берн, рассмотреть дуэль Игоря Теплова и Алисы Донниковой на предмет нарушения Договора. Также будет рассмотрено дело сектантов, доставивших коготь Фафнира в Москву. От Ночного Дозора на суд едет Антон Городецкий, от Дневного — Эдгар. Каждый из них пытается понять планы Гесера и Завулона, а также свою роль в них. Эдгару кажется, что Завулон на рубеже тысячелетий собрался воскресить Фафнира, сильного Тёмного, который мог бы склонить баланс сил в пользу Дневного Дозора. Маг изучает особенности ритуала и полагает, что Завулон решил принести его в жертву, так как внешне всё говорит именно об этом, вплоть до необходимых портретов Эдгара и Фафнира на столе у главы московского Дневного Дозора. Антон вместе с Игорем приходят к мысли, что будущий ребёнок Светланы окажется мессией, самым сильным Светлым. Этим объясняется корректировка книги судьбы Светланы и действия Завулона против неё, но остаётся непонятной роль Игоря во всём этом. Приехавший Гесер подтверждает их догадки, но не может рассказать больше.
На суде Инквизиция сначала рассматривает дело сектантов, которым запрещается до конца жизни пользоваться магией. После этого допрашиваются главы Дозоров Москвы. В действиях Гесера по коррекции книги судьбы Светланы не находят нарушения Договора. Завулон смеётся в ответ на обвинение о замыслах воскресить Фафнира, как над удачной шуткой, после чего тихо благодарит Эдгара за обращение к Инквизиторам. Эдгар понимает, что им манипулировали, и дороги назад в Дневной Дозор больше нет, поэтому после суда переходит в Инквизицию. Последней рассматривается дуэль Игоря и Алисы. Тёмные обвиняют Игоря в убийстве и смерти мальчика по неосторожности, провоцируя того развоплотиться самостоятельно из-за груза вины. Светлые в ответ обвиняют Завулона в организации провокации, из-за которой всё и произошло. Так как доказательств нет, то Инквизиция принимает решение временно воскресить Алису для дачи показаний. Алиса подтверждает, что дуэль состоялась по всем правилам и стала результатом провокации Завулона. Игорь всё ещё любит Алису, поэтому всё-таки развоплощается вместе с ней. Выясняется, что Игорь был единственным, кто мог воспитать мессию Света.

## Создание и издание
После того, как Сергей Лукьяненко написал «Ночной Дозор», описав противостояние магов со стороны Светлых, писатель-фантаст Владимир Васильев предложил написать второй роман со стороны Тёмных. По словам Васильева, после прочтения «Ночного Дозора» Тёмные показались ему ближе, а их изображение в романе неправдоподобным. Поэтому возникла идея написать второй роман в соавторстве. В прошлом Лукьяненко уже имел опыт работы с Васильевым на одном из писательских семинаров. Изначально предполагалось, что писатель-фантаст Ник Перумов также присоединится к работе и напишет третью повесть книги, но из-за занятости у него не хватило времени. Также была идея привлечь к работе писателя и переводчика Леонида Кудрявцева, у которого не нашлось свободного времени.
Первую повесть будущего «Дневного Дозора» написал Лукьяненко, вторую — Васильев, третью повесть писатели писали вместе. По словам Сергея Лукьяненко, он опасался, что если Васильев будет писать роман сам, то он «обелит силы Тьмы и обругает силы Света». После написания и редактирования первых двух повестей был придуман сюжет третьей повести, объединяющий первые две. Если идея пионерлагеря целиком принадлежала Лукьяненко, а Зеркала — Васильеву, то в третьей части тексты писателей постоянно перемежаются. При этом Лукьяненко в основном писал эпизоды про Светлых, а Васильев про Тёмных, после чего авторы сводили их вместе.
| Год  | Издательство               | Место издания   | Серия                         | Тираж          | Примечание                                                                              | Источник |
| ---- | -------------------------- | --------------- | ----------------------------- | -------------- | --------------------------------------------------------------------------------------- | -------- |
| 2000 | АСТ                        | Москва          | Звёздный лабиринт             | 35000 + 86000  | Второй роман цикла «Дозоры». Иллюстрация на обложке А. Манохина.                        | [ 7 ]    |
| 2003 | АСТ, Ермак                 | Москва          | Звёздный лабиринт             | 10000 + 100000 | Второй роман цикла «Дозоры». Иллюстрация на обложке А. Манохина.                        | [ 8 ]    |
| 2004 | АСТ                        | Москва          | Чёрная серия (танковая щель)  | 15000 + 19000  | Второй роман из цикла «Дозоры».                                                         | [ 9 ]    |
| 2004 | АСТ, АСТ Москва            | Москва          | под Дозоры                    | 14000 + 20000  | Первые три романа из цикла «Дозоры».                                                    | [ 10 ]   |
| 2004 | АСТ, АСТ Москва // Харвест | Москва // Минск | Библиотека фантастики         | 6000 + 5000    | Первые три романа из цикла «Дозоры».                                                    | [ 11 ]   |
| 2004 | АСТ                        | Москва          | Библиотека мировой фантастики | 6000 + 4000    | Первые три романа из цикла «Дозоры».                                                    | [ 12 ]   |
| 2005 | АСТ, Люкс                  | Москва          | Звёздный лабиринт (мини)      | 10000          | Повесть «Чужой для Иных» из романа «Дневной Дозор». Иллюстрация на обложке А. Манохина. | [ 13 ]   |
| 2006 | АСТ, Транзиткнига          | Москва          |                               | 15000 + 20000  |                                                                                         | [ 14 ]   |
| 2006 | АСТ, АСТ Москва, Хранитель | Москва          |                               | 7000 + 5100    | Первые четыре романа цикла о «Дозорах».                                                 | [ 15 ]   |
| 2006 | АСТ                        | Москва          | Звёздный лабиринт: коллекция  | 10000 + 10000  | Первый и второй романы цикла о Дозорах.                                                 | [ 16 ]   |
| 2007 | АСТ, Люкс                  | Москва          | Звёздный лабиринт (мини)      | 10000          | Повесть «Посторонним вход разрешен» из романа «Дневной Дозор».                          | [ 17 ]   |
| 2007 | АСТ, АСТ Москва, Хранитель | Москва          | Звёздный лабиринт (мини)      | 5000           | Повесть «Иная Сила» из романа «Дневной Дозор».                                          | [ 18 ]   |
| 2012 | Астрель                    | Москва          | Весь (гигант)                 | 3000           | Первые пять романов цикла «Дозоры» в одном томе.                                        | [ 19 ]   |
| 2014 | АСТ                        | Москва          | Дозоры                        | 2000           | Второй роман цикла о «Дозорах».                                                         | [ 20 ]   |
| 2015 | АСТ                        | Москва          | Весь (гигант)                 | 3000           | Шесть романов цикла «Дозоры» в одном томе.                                              | [ 21 ]   |
| 2018 | АСТ                        | Москва          | Книги Сергея Лукьяненко       | 2000           | Второй роман цикла о «Дозорах».                                                         | [ 22 ]   |
| 2019 | АСТ                        | Москва          | Дозоры Сергея Лукьяненко      | 3000           | Второй роман основного цикла о «Дозорах».                                               | [ 23 ]   |
| 2021 | АСТ                        | Москва          | Миры Сергея Лукьяненко        | 3000           | Первые три романа цикла «Дозоры».                                                       | [ 24 ]   |

| Год  | Название                           | Издательство                   | Место издания | Язык        | Переводчик    | Источник |
| ---- | ---------------------------------- | ------------------------------ | ------------- | ----------- | ------------- | -------- |
| 2004 | Dzienny Patrol                     | Książka i Wiedza               | Варшава       | Польский    | Э. Скурская   | [ 25 ]   |
| 2005 | Denní hlídka                       | Triton, Argo                   | Прага         | Чешский     | Л. Дворжак    | [ 26 ]   |
| 2006 | Visagalio akis                     | Eridanas                       | Каунас        | Литовский   | B. Juozaitytė | [ 27 ]   |
| 2006 | Wächter des Tages                  | Heyne Verlag                   | Мюнхен        | Немецкий    | C. Pöhlmann   | [ 28 ]   |
| 2006 | Day Watch                          | William Heinemann Ltd          | Лондон        | Английский  | Э. Бромфилд   | [ 29 ]   |
| 2006 | Dzienny Patrol                     | Książka i Wiedza               | Варшава       | Польский    | Э. Скурская   | [ 30 ]   |
| 2007 | Day Watch. Les Sentinelles du Jour | Albin Michel                   | Париж         | Французский |               | [ 31 ]   |
| 2007 | デイ・ウォッチ                     | Basilico                       | Токио         | Японский    | Хоки Аяко     | [ 32 ]   |
| 2007 | Day Watch                          | Miramax Books                  | Нью-Йорк      | Английский  | Э. Бромфилд   | [ 33 ]   |
| 2007 | Nappali Őrség                      | Galaktika Fantasztikus Könyvek |               | Венгерский  | W. Györgyi    | [ 34 ]   |
| 2008 | Die Wächter-Trilogie               | Heyne                          | Мюнхен        | Немецкий    | C. Pöhlmann   | [ 35 ]   |
| 2008 | The Day Watch                      | Arrow                          | Лондон        | Английский  |               | [ 36 ]   |
| 2008 | Dzienny Patrol                     | Wydawnictwo Mag                | Варшава       | Польский    | Э. Скурская   | [ 37 ]   |
| 2009 | Дневен патрул                      | ИнфоДар                        | София         | Болгарский  | В. Велчев     | [ 38 ]   |
| 2010 | Päevane vahtkond                   | Varrak                         | Таллин        | Эстонский   | T. Rõigas     | [ 39 ]   |
| 2013 | Päiväpartio                        | Into                           |               | Финский     | A. Konttinen  | [ 40 ]   |
| 2014 | Dzienny Patrol                     | Wydawnictwo Mag                | Варшава       | Польский    | Э. Скурская   | [ 41 ]   |
| 2014 | 守日人                             | 上海文艺                       |               | Китайский   | 杨可          | [ 42 ]   |
| 2016 | Denní hlídka                       | Triton                         | Прага         | Чешский     | Л. Дворжак    | [ 43 ]   |
| 2020 | Дневен патрул                      | Ciela                          | София         | Болгарский  | В. Велчев     | [ 44 ]   |

## Критика и оценки

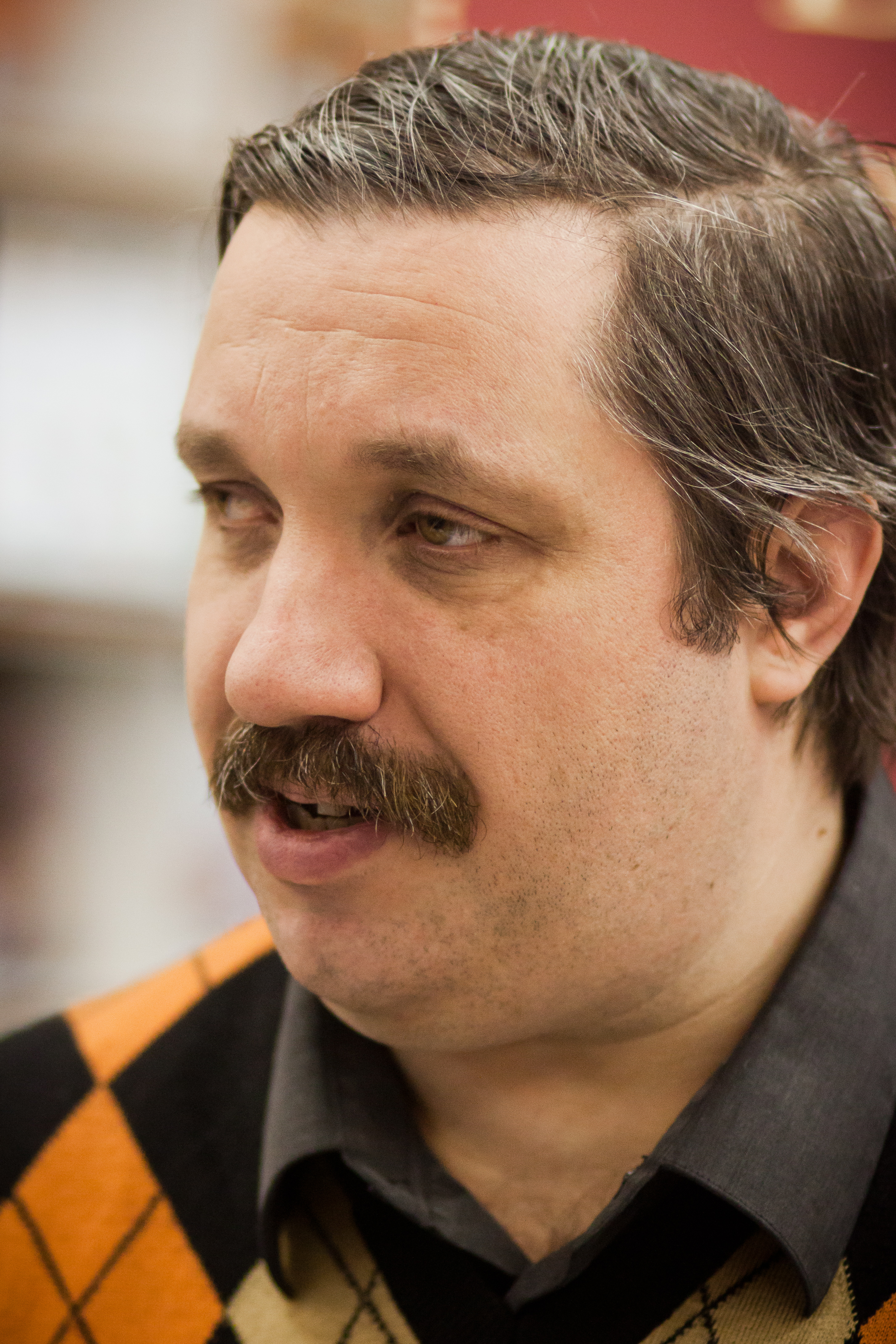
Дмитрий Володихин

По мнению писателя и литературного критика Дмитрия Володихина, роман «Дневной Дозор» стал для российской фантастики «чрезвычайно редким случаем», когда вторая книга цикла оказалась не хуже, чем первая, показав, что «потенциал этого фантастического мира ещё далеко не исчерпан». Действие в романе «ясное, чёткое, динамичное». Особенно удавшейся Володихин считает последнюю повесть — «Иная сила». Проблема того, что все Иные представляют собой некоторые фигуры на доске, все ходы которых в большой игре Гесера и Завулона, которая была намечена ещё в романе «Ночной Дозор», просчитаны наперёд. В третьей части «Дневного Дозора» рядовые дозорные пытаются понять игру и свою роль в ней, которая может оказаться смертельно опасной. Ключевой фразой, по мнению Володихина, являются слова Тёмного мага Эдгара: «Мы марионетки. Всего лишь марионетки. А пробиться в кукловоды — дело глубоко безнадёжное…». В произведении проскакивают черты шпионского романа, когда встречаются отправленные на трибунал представители Дозоров Антон и Эдгар, пытаясь в разговоре выведать секреты противника.

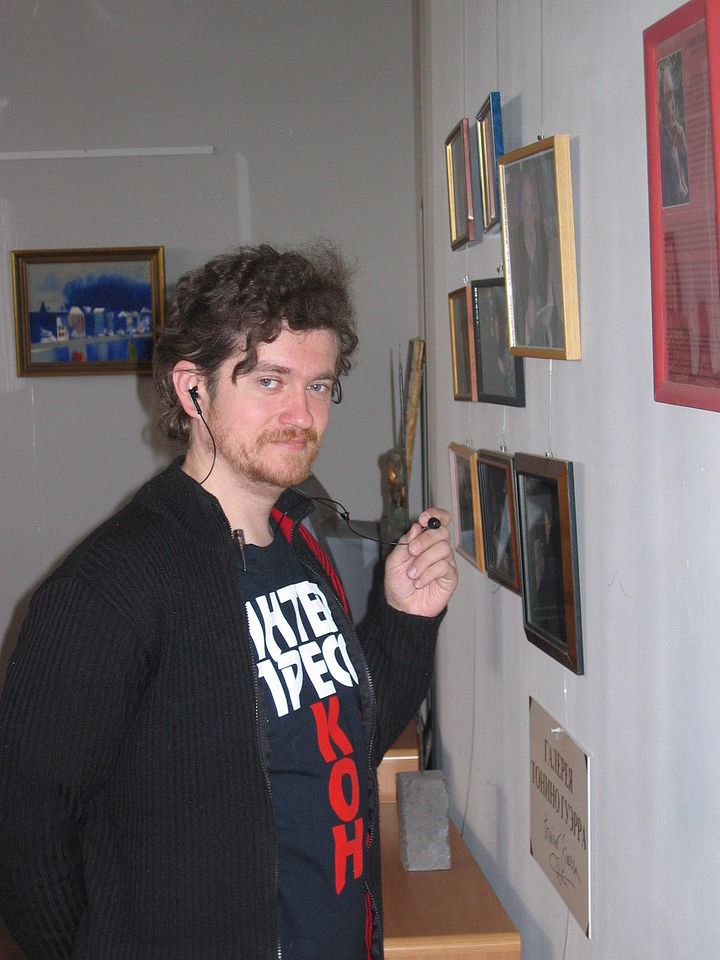
Дмитрий Скирюк

Писатель-фантаст Дмитрий Скирюк отмечает, что роман «Дневной Дозор» «великолепно продолжил и завершил начатое» в первом романе цикла «Ночном Дозоре», который сам по себе «вещь, без сомнения, очень сильная, но какая-то незаконченная». По словам Скирюка, Владимир Васильев привнёс в произведение «свежую струю какой-то фэнской бесшабашности и раздолбайства». Наибольшее впечатление на Скирюка произвело сочетание «урбанистического антуража современного мира» с магическими и мистическими элементами, такими как вызов умершей ведьмы, возможный апокалипсис, магический орден и артефакты. Миры Лукьяненко не отличаются сложностью, но при этом писатель хорошо знает созданный им мир. Скирюк отмечает, что в романе можно встретить «много юмора, пародии и самопародии, чуть-чуть трагедии и патетики, множество цитат из современных песен, здоровый цинизм». Структурно второй роман копирует первый. Произведение состоит из трёх частей с разными локальными сюжетами, но с общими героями и общим глобальным сюжетом, связывающим части вместе. Герои романа, по мнению критика, «немного простоваты, не чужды эпикурейства и предпочитают сперва действовать, а после уж думать». В целом Дмитрий Скирюк считает роман динамичным и увлекательным.

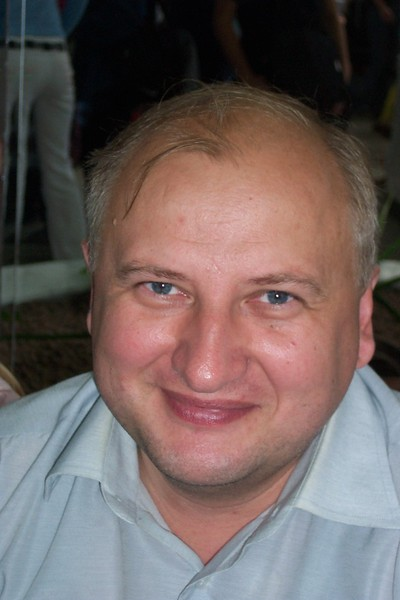
Игорь Чёрный

Писатель и критик Игорь Чёрный также отмечает, что в случае, когда продолжение романа пишут «признанные мастера», такие как Сергей Лукьяненко и Владимир Васильев, закон о том, что продолжение всегда хуже, чем начало, не выполняется. По мнению критика, «неизменный лиризм, светлая грусть и гимн во славу Любви» однозначно говорят о том, что первую и третью часть главным образом писал Лукьяненко, в то же время «нервный слог, прекрасное знание современных украинских реалий, неожиданные повороты и навороты сюжета» второй части не менее однозначно указывают на авторство Васильева. В отличие от первой книги, в «Дневном дозоре» внимание читателя перемещается на Тёмных. Основные главные герои первого романа — Антон Городецкий, Светлана, Гесер, Завулон — принимают активное участие и во втором романе. По мнению Игоря Чёрного, во второй книге писатели хотели показать, насколько сложно выдерживать грань между Светом и Тьмой, следуя запретам, многие из которых не имеют внятных оснований. Игорь Чёрный, как и Дмитрий Володихин, выделяет идею взаимоотношений «вождей и толпы». Действия Гесера и Завулона критик также сравнивает с шахматной партией, увлечённые игроки которой спокойно могут пожертвовать несколькими пешками. Для них глобальные цели намного важнее судеб отдельных сотрудников. Помимо этого, критик отмечает интересный сюжетный ход с Зеркалом мира, которое представляет собой «воплощённое равнодушие и спокойствие». Для Зеркала главное соблюдение некоторого закона, баланса Света и Тьмы, для достижения которого оно в состоянии «бесстрастно и беспристрастно» уничтожить.
 Лаборатория Фантастики

 Goodreads

 LibraryThing
В 2000 году на Харьковском международном фестивале фантастики «Звёздный Мост» роман занял первое место в номинации «Лучший цикл, сериал и роман с продолжением»; в 2001 году был удостоен премии «Золотой РОСКОН» на конференции писателей, работающих в жанре фантастики, «РосКон». Помимо этого, в 2001 году роман номинировался на премию «Лунный Меч», жанровую премию журнала «Странник» за лучшее произведение в жанре фантастики ужасов. В том же году, как лучшее фантастическое произведение крупной формы, роман был номинирован на премии «Русская фантастика», «Бронзовая улитка», «Интерпресскон» и «Сигма-Ф». В 2007 году роман был номинирован на немецкую фантастическую премию (нем. Deutscher Phantastik Preis), одну из крупнейших наград Германии в области фантастики, в номинации «Переводной роман». В 2008 году на совмещённой конференции «РосКон» и «ЕвроКон» — «EuroRosCon» — роман был номинирован на «Премию премий», единожды вручавшуюся награду за лучшее произведение российских писателей за всё время проведения.

## Адаптации

### Аудиокниги
| Год  | Издательство          | Место издания | Серия           | Продолжительность | Примечание | Источник |
| ---- | --------------------- | ------------- | --------------- | ----------------- | --- | -------- |
| 2004 | СиДиКом, Элитайл      | Москва        | Солнечный ветер | 16 ч. 6 мин.      | Монолог, музыкальное сопровождение. Текст читают Наталья Грачёва, Александр Хорлин, Никита Карпов, Кирилл Петров. | [ 53 ]   |
| 2004 | Элитайл, 1С-Паблишинг | Москва        |                 | 16 ч. 6 мин.      | Монолог, музыкальное сопровождение. Текст читают Наталья Грачёва, Александр Хорлин, Никита Карпов, Кирилл Петров. | [ 54 ]   |
| 2004 | Элитайл               | Москва        |                 | 16 ч. 6 мин.      | Монолог, музыкальное сопровождение. Текст читают Наталья Грачёва, Александр Хорлин, Никита Карпов, Кирилл Петров. | [ 55 ]   |
| 2014 | Аудиокнига            | Москва        | Наша фантастика | 14 ч. 50 мин.     | Монолог. Текст читает Сергей Натапов.                                                                             | [ 56 ]   |

### Фильм

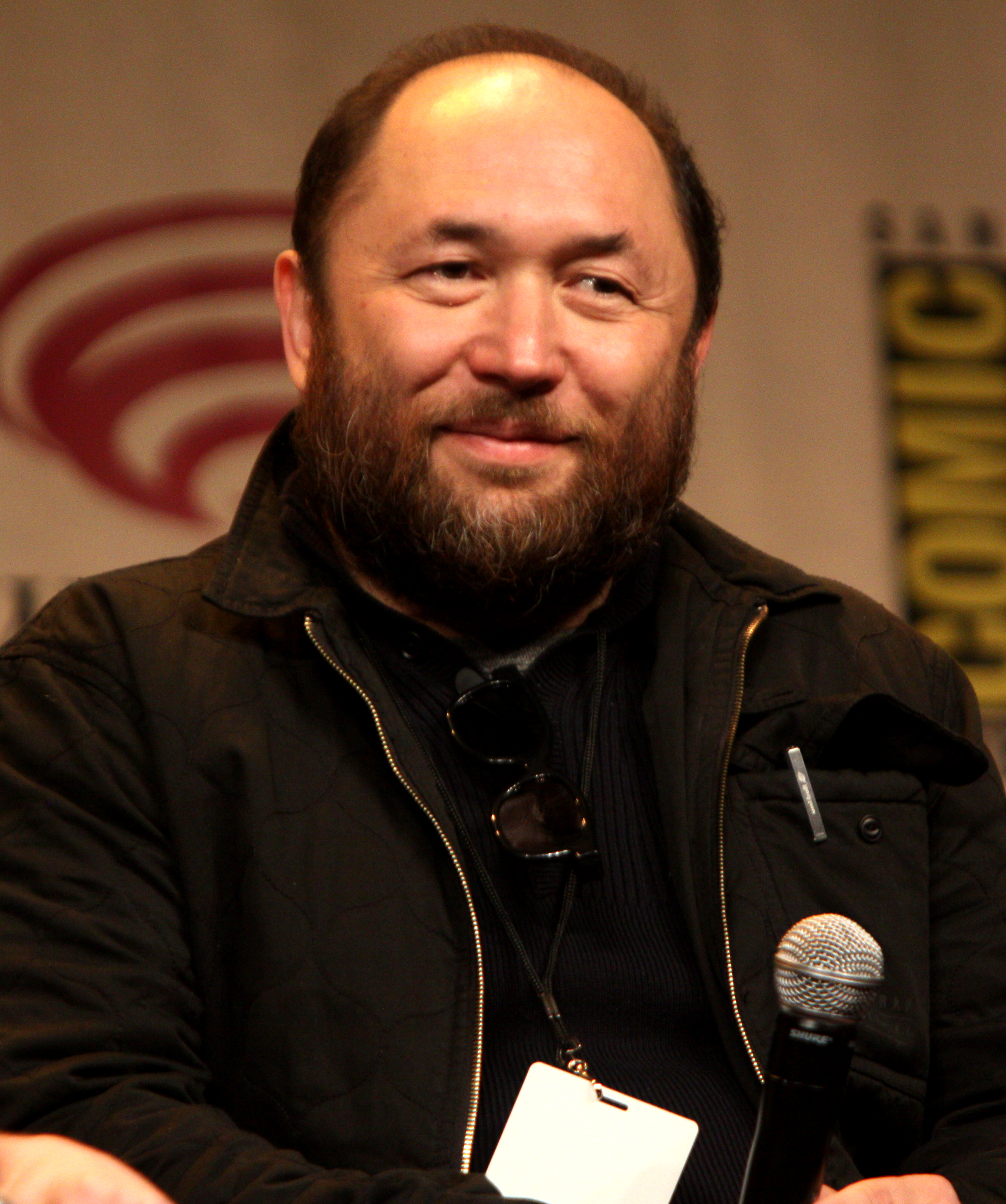
Тимур Бекмамбетов

1 января 2006 года состоялась премьера фильма Тимура Бекмамбетова «Дневной Дозор», снятого по мотивам книжной серии Сергея Лукьяненко. Производством фильма занимались киностудия «Таббак», кинокомпания «Базелевс» и «Первый канал». В фильме приняли участие Константин Хабенский, Владимир Меньшов, Виктор Вержбицкий, Галина Тюнина, Мария Порошина, Жанна Фриске, Алексей Чадов, Валерий Золотухин, Дмитрий Мартынов, Гоша Куценко, Игорь Лифанов, Сергей Лукьяненко.
Сюжет фильма сильно изменён по сравнению с сюжетом цикла «Дозоры», так как, по мнению Михаила Попова, не каждую хорошую книгу возможно прямо превратить в хорошее кино. Несмотря на то, что название соответствует второму роману цикла, фильм рассказывает о событиях второй и третьей частей «Ночного Дозора». Изначально каждый фильм должен был соответствовать одной части, но из-за внимания компании «20th Century Fox» к фильму и возможному продолжению съёмок за рубежом было решено соединить вторую и третью часть первой книги и выпустить под названием «Дневной Дозор». Количество явной рекламы во втором фильме уменьшилось по сравнению с первым. Попов отмечает, что из-за склонности режиссёра к клиповой стилистике возникает «композиционная неровность всего фильма», множество быстрых и затянутых сцен, чрезмерная замедленная съемка и спецэффекты. Помимо этого, в фильме слишком ярко проявляется «банальнейшая социальная сатира», в отличие от первого фильма, ставшая уже «стилистическим и идейным лейтмотивом». Мнения зрителей о фильме разделились строго полярно: он либо нравится, либо нет.
В первый день проката «Дневной дозор» собрал 2,4 миллиона долларов при заявленном бюджете фильма — 4,2 миллиона долларов, поставив тем самым абсолютный рекорд кассовых сборов в странах СНГ. Весной того же года фильм вышел на DVD. Кроме собственно фильма на диске оказались музыкальные клипы к фильму, рекламный ролик, фильмографии актёров, а также документальное кино о работе над обоими «Дозорами».

### Игры

#### Компьютерные игры
Тактическая ролевая игра «Дневной Дозор»
По мотивам романа российская компания Nival Interactive, совместно с Targem Studio, выпустила одноимённую компьютерную игру в жанре тактическая стратегия/RPG. По сюжету игры, Светлый маг Стас из-за любви к ведьме Анне ломает Сферу Силы и проводит Пламенный обряд, что делает его чрезвычайно сильным Иным. Стас начинает уничтожать Тёмных, за что его арестовывает Инквизиция. Анна пытается спасти Стаса. При разработке был использован несколько устаревший графический движок от Silent Storm. В игре реализованы интересные схватки и продуманная физика, однако музыка часто оказывается неуместной. Хорошо выполнена прокачка персонажа и разнообразные заклинания.
Дневной Дозор Racing
В январе 2006 года по мотивам романа вышла гоночная компьютерная игра «Дневной Дозор Racing». По легенде игры, Светлые и Тёмные вместо стычек друг с другом устраивают гонки на дорогах Москвы. Светлые используют автомобили отечественного производителя, Тёмные — иномарки. Кроме умения водить, от игрока потребуется умение применять магию и уходить в Сумрак, в котором нет уличного движения. Во время заездов на стороне Тёмных играет гангстерский рэп. В противоположной версии — игре «Ночной Дозор Racing» — при заездах на стороне Светлых играет русский рок — «Пилот», «Кукрыниксы» и другие.

#### Настольная игра
По мотивам книги была выпущена настольная игра «Дневной дозор. Битвы Иных». В игре могут принимать участие от двух до восьми игроков. Как и в романе, в игре идёт противостояние Дневного и Ночного Дозоров. Место действия — Москва. Игрокам предлагается выбрать свою сторону в противостоянии Света и Тьмы. Основная цель игры — победить противника из противоположного Дозора.